# Entitat municipal descentralitzada
Entitat municipal descentralitzada (EMD) és el nom que rep a Catalunya l'entitat local menor o Entitat d'àmbit territorial inferior al municipi, consistent en un o més nuclis de població sense ajuntament propi que es regeixen conjuntament per una junta de veïns, al capdavant de la qual hi ha un/a president/a. Normalment, les EMD corresponen a antics municipis que d'aquesta manera recuperen una part de la seva autonomia perduda, o a nuclis de població de prou entitat dins de municipis extensos amb diverses localitats al seu interior.
Aquests quasi-ajuntaments es regeixen per la Llei Municipal i de Règim Local de Catalunya (Llei 8/1987, de 15 d'abril), desplegada pel Decret 244/2007, de 6 de novembre, pel qual es regula la constitució i la demarcació territorial dels municipis, de les entitats municipals descentralitzades i de les mancomunitats de Catalunya. Tenen el seu precedent en les antigues entitats locals menors, que és com encara s'anomenen aquestes entitats al País Valencià i a les Illes Balears (i en general al conjunt de l'estat espanyol), on tenen unes competències i atribucions semblants. Es poden constituir a demanda del nucli de població que aspira a convertir-se en EMD, a petició del mateix ajuntament o per acord de la Generalitat.
Les EMD tenen competència sobre:
- La vigilància dels béns d'ús públic i dels béns comunals.
- La conservació i administració del seu patrimoni, incloent-hi el forestal, i la regulació de l'aprofitament dels seus béns comunals.
- L'enllumenat públic i la neteja viària.
- L'execució d'obres i la prestació de serveis de competència municipal d'interès exclusiu de l'entitat, quan no vagin a càrrec del municipi o de la comarca respectius.
- L'ordenació del trànsit de vehicles i de persones dins el seu àmbit.
- La conservació i el manteniment dels parcs i jardins i del patrimoni històric i artístic del seu àmbit.
- Les activitats culturals i esportives directament vinculades a l'entitat.

## Llista d'EMDs a Catalunya
A Catalunya hi ha 65 EMD, que es llisten a continuació. Al costat del nom de l'entitat s'especifica el municipi al qual pertany i la comarca.

### A
- Ainet de Besan (Alins, Pallars Sobirà)
- Arànser (Lles de Cerdanya, Cerdanya)
- Araós (Alins, Pallars Sobirà)
- Arcavell i la Farga de Moles (les Valls de Valira, Alt Urgell)
- Arestui (Llavorsí, Pallars Sobirà)
- Àreu (Alins, Pallars Sobirà)
- Arró (Es Bòrdes, Vall d'Aran)
- Arròs e Vila (Vielha e Mijaran, Vall d'Aran)
- Ars (les Valls de Valira, Alt Urgell)
- Arties e Garòs (Naut Aran, Vall d'Aran)
- Asnurri (les Valls de Valira, Alt Urgell)
- Aubèrt e Betlan (Vielha e Mijaran, Vall d'Aran)

### B
- Bagergue (Naut Aran, Vall d'Aran)
- Baiasca (Llavorsí, Pallars Sobirà)
- Baldomar (Artesa de Segre, Noguera)
- Bellaterra (Cerdanyola del Vallès, Vallès Occidental)
- Bescaran (les Valls de Valira, Alt Urgell)
- Betren (Vielha e Mijaran, Vall d'Aran)
- Bítem (Tortosa, Baix Ebre)[2]

### C
- Campredó (Tortosa, Baix Ebre)[3]
- Canalda (Odèn, Solsonès)
- Casau (Vielha e Mijaran, Vall d'Aran)
- Civís (les Valls de Valira, Alt Urgell)

### D
- Durro i Saraís (Vall de Boí, Alta Ribagorça)

### E
- Escunhau e Casarilh (Vielha e Mijaran, Vall d'Aran)
- Espui (la Torre de Cabdella, Pallars Jussà)
- l'Estartit (Torroella de Montgrí, Baix Empordà)

### F
- Fontllonga i Ametlla (Camarasa, Noguera)

### G
- Gausac (Vielha e Mijaran, Vall d'Aran)
- Gerb (Os de Balaguer, Noguera)
- Gessa (Naut Aran, Vall d'Aran)
- la Guàrdia d'Ares (les Valls d'Aguilar, Alt Urgell)

### I
- Isil i Alós (Alt Àneu, Pallars Sobirà)

### J
- Jesús (Tortosa, Baix Ebre)
- Josa de Cadí (Josa i Tuixén, Alt Urgell)

### M
- Manyanet (Sarroca de Bellera, Pallars Jussà)
- Montenartró (Llavorsí, Pallars Sobirà)
- els Muntells (Sant Jaume d'Enveja, Montsià)

### O
- Os de Civís (les Valls de Valira, Alt Urgell)

### P
- Pi (Bellver de Cerdanya, Cerdanya)
- Picamoixons (Valls, Alt Camp)
- el Pla de la Font (Gimenells i el Pla de la Font, Segrià)

### R
- Raimat (Lleida, Segrià)
- Rocallaura (Vallbona de les Monges, Urgell)

### S
- Sant Joan Fumat (les Valls de Valira, Alt Urgell)
- Sant Martí de Torroella (Sant Joan de Vilatorrada, Bages)
- Sant Miquel de Balenyà (Seva, Osona)
- Santa Maria de Meià (Vilanova de Meià, Noguera)
- Seana (Bellpuig, Urgell)
- Sellui (Baix Pallars, Pallars Sobirà)
- Senet (Vilaller, Alta Ribagorça)
- Serra d'Almos, La (Tivissa, Ribera d'Ebre)
- Sorpe (Alt Àneu, Pallars Sobirà)
- Sossís (Conca de Dalt, Pallars Jussà)
- Sucs (Lleida, Segrià)

### T
- el Talladell (Tàrrega, Urgell)
- Taús (les Valls d'Aguilar, Alt Urgell)
- Tornafort (Soriguera, Pallars Sobirà)
- Tredòs (Naut Aran, Vall d'Aran)

### U
- Unha (Naut Aran, Vall d'Aran)

### V
- Valldoreix (Sant Cugat del Vallès, Vallès Occidental)
- Vila i Vall de Castellbò (Montferrer i Castellbò, Alt Urgell)
- Vilac (Vielha e Mijaran, Vall d'Aran)
- Vilamitjana (Tremp, Pallars Jussà)
- Víllec i Estana (Montellà i Martinet, Cerdanya)

## Llista d'Entitat municipal descentralitzada per ordre alfabètic amb el nombre d'habitants
| EDM                          | Habitants |
| ---------------------------- | --------- |
| Ainet de Besan               | 44        |
| Arànser                      | 40        |
| Araós                        | 52        |
| Arcavell i la Farga de Moles | 47        |
| Arestui                      | 20        |
| Àreu                         | 74        |
| Arró                         | 31        |
| Arròs e Vila                 | 168       |
| Ars                          | 29        |
| Arties e Garòs               | 629       |
| Asnurri                      | 17        |
| Aubèrt e Betlan              | 326       |
| Bagergue                     | 105       |
| Baiasca                      | 19        |
| Baldomar                     | 84        |
| Bellaterra                   | 2.859     |
| Bescaran                     | 71        |
| Betren                       | 562       |
| Bítem                        | 1.125     |
| Campredó                     | 1.234     |
| Canalda                      | 51        |
| Casau                        | 68        |
| Civís                        | 33        |
| Durro                        | 90        |
| Escunhau e Casarilh          | 195       |
| Espui                        | 68        |
| L'Estartit                   | 3.025     |
| Fontllonga i Ametlla         | 63        |
| Gausac                       | 537       |
| Gerb                         | 591       |
| Gessa                        | 173       |
| La Guàrdia d'Ares            | 32        |
| Isil i Alós                  | 103       |
| Jesús                        | 3.748     |
| Josa de Cadí                 | 20        |
| Manyanet                     | 12        |
| Montenartró                  | 20        |
| Els Muntells                 | 512       |
| Os de Civís                  | 74        |
| Pi                           | 106       |
| Picamoixons                  | 434       |
| El Pla de la Font            | 317       |
| Raimat                       | 505       |
| Rocallaura                   | 76        |
| Sant Joan Fumat              | 32        |
| Sant Martí de Torroella      | 256       |
| Sant Miquel de Balenyà       | 1.295     |
| Santa Maria de Meià          | 78        |
| Seana                        | 156       |
| Sellui                       | 13        |
| Senet                        | 40        |
| La Serra d'Almos             | 242       |
| Sorpe                        | 40        |
| Sossís                       | 26        |
| Sucs                         | 568       |
| El Talladell                 | 222       |
| Taús                         | 33        |
| Tornafort                    | 33        |
| Tredòs                       | 158       |
| Unha                         | 129       |
| Valldoreix                   | 8.401     |
| Vila i Vall de Castellbò     | 197       |
| Vilac                        | 217       |
| Vilamitjana                  | 162       |
| Víllec i Estana              | 37        |